# Nyzeeländska viner
Nya Zeeland är det land inom den Nya världen som mest påminner om den gamla världens vinländer. Vinmakarna här har satsat på viner som är mer återhållsamma och franska i sin karaktär än många av de andra länderna inom den nya världen. Man utmärker sig också genom att konkurrera med kvalitet snarare än med pris och de senaste årtiondena har Nya Zeeland som vinland etablerat sig ett land känt för kvalitet och även innovation. Hemligheten är bland annat ett svalt klimat och mycket begränsade skördeuttag. Mest känt är Nya Zeeland för sina vita viner och sin alldeles egen variant av viner på druvan Sauvignon Blanc. Även röda viner på Pinot Noir har rönt stor uppmärksamhet bland vinintresserade i världen.
I ett globalt perspektiv har Nya Zeeland egentligen en väldigt liten vinproduktion. Sett till produktionsvolymen ligger man bara runt 30:e plats i världen. Som kvalitetsproducent rankas landet dock betydligt högre och vissa vinkännare anser att landet har potential att bli bland de bästa vinländerna i världen.

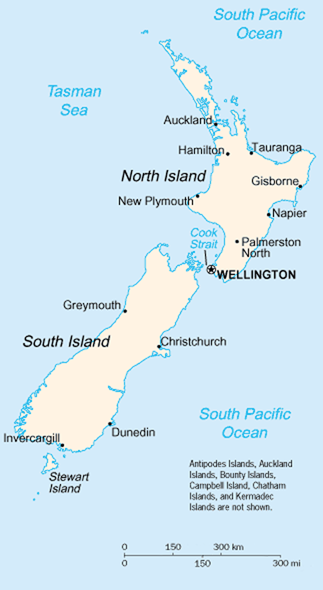
Nya Zeelands geografi

## Historik
Vin har producerats i ett par århundraden på Nya Zeeland, men det var först på 1980-talet som utvecklingen tog fart ordentligt. Då började nya producenter med kvalitetsambitioner dyka upp som drog med sig nivån på hela den dåvarande industrin. I Marlborough på sydön, som idag betraktas som det viktigaste vindistriktet i landet, planterades de första vinstockarna så sent som 1973. Sedan början på 1990-talet har antalet producenter dubblerats från 250 till 500 och vinodlingsarealen har tredubblats till cirka 20 000 hektar. Det faktum att Nya Zeelands vinindustri är så ung är givetvis en nackdel på vissa sätt, men samtidigt innebär det att man redan från början anammat modern teknik i vinproduktionen och på så sätt snabbt fått fram bra viner relativt fort.

## Druvsorter
De nyzeeländska vinmakarna har satsat mycket hårt på den ökänt svårodlade blå druvan Pinot Noir. Idag står den för drygt 50% av de röda vinerna. Dessa viner nämns idag i samma andetag som världens främsta Pinot Noir-viner från Bourgogne i Frankrike. Bland de gröna druvorna dominerar Sauvignon Blanc stort. Området Marlborough har skapat en helt egen krispig och aromatisk stil baserad på Sauvignon Blanc vilket rönt mycket stor uppmärksamhet och är en stor succé runt om i världen. Sauvignon Blanc står ensam för hela 70% av Nya Zeelands vinexport.
Andra blå druvor som odlas här är framförallt Cabernet Sauvignon som är vanlig i trakterna kring Auckland. Även Merlot förekommer. Den gröna Chardonnay som är så vanlig i vinvärlden finns även här, bland annat i en variant som är helt utan ekfatslagring. Riesling förekommer på den svalare sydön.

## Vinregioner
Vinproduktion sker både på nord och sydön. Sydön har ett något svalare klimat som passar vissa druvor bättre. 
Några kända distrikt är:
- Auckland - ett varmare distrikt som är kända för Nya Zeelands bästa viner på Cabernet Sauvignon.
- Central Otago - på sydön är världens sydligaste vindistrikt.
- Gisborne - på östkusten som tidigt var ett dominerade område för vinproduktion men som halkat efter på senare år.
- Hawke's Bay - det ledande distriktet för rödvin som haft en kraftig expansion på senare år.
- Marlborough - som ligger i norr på sydön är helt dominerande bland Nya Zeelands vindistrikt producerar framförallt stora kvantiteter på Sauvignon Blanc av hög kvalitet.
- Martinborough - längst ner på nordön med topproducenterna Dry Creek och Ata Rangi.
- Nelson - med en av Nya Zeelands bästa producenter Neudorf.
- Waipara - ett kommande kvalitetsdistrikt.